# Shooter Jennings
Waylon Albright "Shooter" Jennings (Nashville, 19 mei 1979) is een Amerikaans gitarist, zanger en songwriter. Hij hield zich aanvankelijk bezig met southern rock en hardrock en stapte daarna over naar de outlaw-country en elektronische countrymuziek. Hij is een zoon van de countryartiesten Waylon Jennings en Jessi Colter. In 2009 huwde hij met de actrice Drea de Matteo.

## Biografie
Jennings werd geboren in Nashville. Als zoon van twee countryartiesten, Waylon Jennings en Jessi Colter, bracht hij een groot deel van zijn kindertijd door in een tourbus. Toen hij vijf jaar oud was leerde hij drummen en pianospelen; de pianolessen werden vrij snel onderbroken omdat hij daar zijn eigen weg in wilde kiezen. Op zijn veertiende begon hij met gitaar spelen, voornamelijk in de stijlen southern rock en hardrock. Toen hij zestien jaar oud was, besloot hij van Nashville naar Los Angeles te verhuizen. Daar stelde hij een rockband samen met de naam Stargunn. Met deze band gaf hij lokaal een jaar of zeven live-optredens.
Vervolgens herontdekte hij de outlaw-country waar zijn ouders naam mee hadden gemaakt. Hij besloot zijn band op te heffen en ging korte tijd naar New York, waar hij countrymuziek verzamelde voor een nieuwe band. Deze richtte hij vervolgens in Los Angeles op met de naam .357s. Hij bracht verschillende albums uit met deze band, waaronder als eerste Put the "o" back in country (2005) en Electric rodeo (2006). Ondertussen kreeg hij in november 2008 met Drea de Matteo zijn eerste kind die zij Alabama Gypsyrose hebben genoemd. In 2009 vroeg hij De Matteo op het podium ten huwelijk. Daarnaast begon hij in 2011 met de weblogger Adam Sheets een radioformat dat zich richt op opkomende rock en countrymuziek. In april van dat jaar kreeg hij zijn tweede kind, Waylon Albert met de roepnaam Blackjack.
In New York richtte hij vervolgens de nieuwe band Triple Crown op met de pianist Erik Deutsch. Ze brachten onder meer de digitale download met videoclip Outlaw you uit waarmee ze zich keerden tegen de gevestigde orde in de countrymuziek. Het nummer kwam hoog in de verzoeklijst terecht van Country Music Television, maar moest uit de competitie gehaald worden na een geschil met zijn vorige muzieklabel. Ook de opvolger, The deed and the dollar, kwam hoog in de CMT-verzoeklijst terecht. Kort daarop volgde zijn vijfde soloalbum waarop het nummer Outlaw you ontbrak. Ook hierna bracht hij nog verschillende albums uit, waaronder Fenixon postuum met zijn vader, en twee albums die hij opdroeg aan zijn mentor George Jones en zijn voorbeeld in elektronische muziek Giorgio Moroder.

## Albums
| Jaar | titel                       | Country Albums | Billboard 200 | opmerking             |
| ---- | --------------------------- | -------------- | ------------- | --------------------- |
| 2005 | Put the "o" back in country | 22             | 124           |                       |
| 2006 | Electric rodeo              | 12             | 64            |                       |
| 2007 | The wolf                    | 12             | 52            |                       |
| 2010 | Black ribbons               | -              | 133           |                       |
| 2012 | Family man                  | 10             | 53            |                       |
| 2013 | The other life              | 19             | 130           |                       |
| 2014 | Heirophant: the magic       | -              | -             |                       |
| 2014 | Fenixon                     | -              | -             | met Waylon Jennings   |
| 2014 | Don’t wait up               | 23             | -             | voor George Jones, ep |
| 2016 | Countach                    | -              | -             | voor Giorgio Moroder  |

- Bibliothèque nationale de France: cb15536394s (data)
- Gemeinsame Normdatei: 135412412
- International Standard Name Identifier: 0000 0000 5524 6228
- Library of Congress Control Number: no2004109791
- MusicBrainz: 9cbd1b43-83a7-4a94-9515-d4684ec8e699
- Système universitaire de documentation: 163216215
- Virtual International Authority File: 54458861
- WorldCat: E39PBJbRfQYy9JYj3kYDbvRkDq